# Anthrax eurhinata
Anthrax eurhinata är en tvåvingeart som först beskrevs av Jacques-Marie-Frangile Bigot 1892.  Anthrax eurhinata ingår i släktet Anthrax och familjen svävflugor. Inga underarter finns listade i Catalogue of Life.